# Клаудіо Скайола
Антоніо Клаудіо Скайола (італ. Antonio Claudio Scajola; нар. 15 січня 1948, Імперія, Лігурія, Італія) — італійський політик.

## Біографія
Син християнського демократа Фердінандо Скайола.
Закінчив юридичний факультет Університету Генуї.
Мер Імперії (Лігурія) в 1982–1983, 1990–1995 роках.
У 1983 році Скайола залишив посаду мера, опинившись під звинуваченням у спробі дачі хабара в рамках розслідування зловживань казино Сан-Ремо (провінція Імперія в Лігурії).
Обирався до Палати депутатів у 1996, 2001, 2006 роках від партії Вперед, Італія, з 29 квітня 2008 по 14 березня 2013 року — депутат від Народу свободи. З 11 липня 2006 по 11 жовтня 2007 року очолював Парламентський комітет з контролю за секретними службами, після його реорганізації з 12 жовтня 2007 по 28 квітня 2008 року — Парламентський комітет з безпеки Республіки.
Міністр внутрішніх справ у другому уряді Берлусконі (10 червня 2001 — 3 липня 2002 року), міністр актуалізації планування в тому ж уряді з 2003 по 2005, міністр виробничої діяльності в третьому уряді Берлусконі (2005-2006) і міністр економічного розвитку в четвертому уряді Берлусконі (2008-2010).
Міністр внутрішніх справ Клаудіо Скайола опинився в епіцентрі суспільної критики після загибелі від рук поліції активіста антиглобалістського руху Карло Джуліані під час заворушень у Генуї 20 липня 2001 в період проведення в цьому місті зустрічі лідерів Великої вісімки. 21 лютого 2002 на слуханнях в Сенаті Ськайола заявив, що його слова були неправильно інтерпретовані, і що наказу поліції на застосування вогнепальної зброї він не віддавав. 4 липня 2002 Скайола пішов у відставку через критику у зв'язку з його образливою реакцією на вбивство в Болоньї консультанта уряду професора Марко Бьяджі.
4 травня 2010 пішов у відставку з посади міністра економічного розвитку через звинувачення у причетності до фінансових зловживань при розподілі підрядів в рамках підготовки зустрічі лідерів Великої вісімки в Перуджі (Ла-Маддалена) у 2009 році.
8 травня 2014 заарештований співробітниками Антимафіозного слідчого управління в Реджо-ді-Калабрія за звинуваченням у сприянні приховуванню від правосуддя колишнього депутата від партії Народ свободи Амедео Матачена, проти якого ведеться розслідування у зв'язку з порушеннями при проведенні конкурсу на підряд з організації поромної переправи через Мессінську протоку, «похований» у 2003 році (сам Матачена знаходиться в Дубаї під арештом, розглядається питання про його видачу Італії). Через кілька днів слідча бригада пред'явила Скайола нові звинувачення: відмивання грошей і зв'язку з ндрангетою. Газета La Repubblica заявила про розкриття широкої корупційної мережі, в якій замішані також євродепутати.

## Згадки в літературі
В одному з епізодів виданої в 2010 році сатиричної книги Леонардо Бозеллі Nostradamus in signo Cancri діє «міністр логістики федеральної політики» Клаудіо Скайола: після двадцяти одного дня «буйства» преси з якогось приводу він йде у відставку 27 липня 2018, заявивши при цьому, що не має ніякого відношення до дій уряду, що викликав суспільний осуд, і чинить так виключно на знак своєї послідовності і з небажання перешкоджати діяльності уряду.

## Праці
- Scajola C. Ai confini d'Italia. Storia e immagini del Ponente ligure. — De Ferrari, 2006. — 192 p. — ISBN 978-88-7172-735-6